# Seznam mešit v Afghánistánu
Níže je uveden neúplný seznam velkých mešit v Afghánistánu:

## Seznam
| Jméno                                | Obrázek | Provincie           | Město              | Rok  | Poznámky |
| ------------------------------------ | ------- | ------------------- | ------------------ | ---- | --- |
| Mešita Abdula Rahmána                |         | Provincie Kábul     | Kábul              | 2009 | Jedna z největších mešit v Kábulu. |
| Mešita Abula Fázla                   |         | Provincie Kábul     | Murad Cháne, Kábul |      | |
| Páteční mešita v Kandaháru           |         | Provincie Kandahár  | Kandahár           | 1750 | Nachází se v ní plášť islámského proroka Mohameda.                                                                                                  |
| Mešita imáma Bargáha                 |         | Provincie Kandahár  | Kandahár           | ?    | Místo bombového útoku v Kandaháru v roce 2021. |
| Mešita Omara Ál-Farúka               |         | Provincie Kandahár  | Kandahár           | 2014 | Jedna z největších mešit v Kandaháru. |
| Hadží Dunja Gul Njazí Džamja Masdžíd |         | Provincie Laghmán   | Mehtar Lám         |      | |
| Velká mešita v Herátu                |         | Provincie Herát     | Herát              | 1446 | Mešita byla první kongregační mešitou ve městě, postavená na místě dvou dřívějších menších zorostriánských chrámů zničených zemětřesením a požárem. |
| Alího svatyně                        |         | Provincie Balch     | Mazáre Šeríf       | ?    | Největší mešita v provincii, označovaná také jako Velká modrá mešita v Mazáre Šeríf.                                                                |
| Sachíská svatyně (Zjarat-e Sachí)    |         | Provincie Kábul     | Kábul              | ?    | Také známá jako svatyně Karte Sachí. |
| Mešita v Džalálábádu                 |         | Provincie Nangarhár | Džalálábád         | ?    | Jedna z největších mešit v provincii. |
| Laškargáhská mešita                  |         | Provincie Hilmand   | Laškargáh          | ?    | Jedna z největších mešit v provincii. |
| Chóstská mešita                      |         | Provincie Chóst     | Chóst              | 2000 | Největší mešita v provincii. |
| Mešita Amíra Alího Šernwaje          |         | Provincie Džúzdžán  | Šaberghán          | 2017 | Největší mešita v provincii Džúzdžán. Postavena Tureckem.                                                                                           |
| Mešita Gozara-e-Sajída Abáda         |         | Provincie Kundúz    | Kundúz             | ?    | Místo bombardování mešity v Kundúzu v roce 2021. |
| Červená mešita                       |         | Provincie Kandahár  | Kandahár           |      | |